# Gerard Jacob de Geer
Gerard Jakob de Geer (født 2. oktober 1858 i Stockholm, død 23. juli 1943 i Stockholm) var en svensk geolog.

## Liv og gerning
Som baron kunne de Geer vælge en hvilken som helst karriere, men allerede som barn havde han besluttet, at han ville være geolog. Efter at have studeret ved Uppsala Universitet blev han i 1882 ansat som assistent og 1885 som statsgeolog ved Sveriges geologiska Undersökning. Fra 1897 var han ansat som lærer (fra 1904 som professor) i geologi ved Stockholms Högskola, hvis rektor han blev i 1902. Han foretog flere videnskabelige rejser i Europa og Nordamerika, blandt andet den svensk-russiske meridianbue-ekspedition 1899-1902, men gjorde sig navnlig bekendt ved sine ekspeditioner til Spitsbergen. Særlig var kvartæraflejringerne og Skandinaviens geologiske historie under kvartærperioden genstand for hans undersøgelser. Blandt disse må især fremhæves hans vidtrækkende forsøg på ved hjælp af det mod nord aftagende antal af varv (årslag i Sveriges senglaciale og postglaciale aflejringer) at gennemføre en nøjagtig geologisk tidsregning for indlandsisens udbredelse og afsmeltning de sidste 12.000 år. En foreløbig beretning herom offentliggjorde han i Beretning om den 11. internationale Geologkongres (A Geochronology of the last 12 000 years) i 1912. Af hans talrige andre afhandlinger kan foruden flere geologiske kortbladsbeskrivelser navnlig fremhæves Om Skandinaviens nivåförändringar under qvartärperioden (1888-90) samt Om Skandinaviens geografiska utveckling efter istiden (1896).

## Studiet af varv
De Geers studier af varv gjorde ham verdensberømt og var på afgørende vis med til at bestemme isens afsmeltning efter sidste istid i Skandinavien. I sine yngre dage forestod han et stort arbejde med at kortlægge, fortolke og tilnærmelsesvis datere de forskellige stadier i indlandsisens afsmeltning. Familiens rigdom gjorde det muligt for ham at studere isens største udbredelse i Nordtyskland og senere besøge Svalbard (Spitsbergen) som det nærmeste sted ved det europæiske fastland, hvor isforhold kunne studeres. Han foretog i alt frem rejser til Svalbard men besøgte tillige Nordamerika i 1891, Finland og Rusland i 1893.
Om sin opdagelse af varvenes betydning for dateringen af indlandsisens udbredelse fortalte han i indledningen til sit foredrag:
"Af de senere istidsaflejringer er den vigtigste en art glacial-marin ler, der viser periodisk lagdeling eller varv af forskellig farve og struktur. Allerede ved mit første arbejde i felten som geolog i 1878 blev jeg slået af disse lags regelmæssighed, der meget minder om et træs årringe. Det næste år begyndte jeg derfor, og fortsatte de følgende år med detaljerede undersøgelser og målinger af disse lag i forskellige egne af Sverige. Disse lag fandtes at være så regelmæssige og så fortløbende, at de næppe kunne skyldes en anden, mindre regelmæssig periode end den årlige."
Ved denne erkendelse havde han fundet en absolut dateringsmetode. Det ville kun være et spørgsmål om at tælle varv for at finde ud af hvor gammel, indlandsisens udbredelse var på et givet sted. På samme måde som årringe i et træ, vil varv variere i tykkelse efter varmen om sommeren. I varme år vil varvene være tykkere, i koldere år tyndere. Ved at lave oversigter over den forholdsmæssige tykkelse af varvene ville det være muligt at opstille en kronologi for alle områder, hvor de samme klimatiske betingelser havde været tilstede. Selv om man kun havde en begrænset serie på et bestemt sted, ville denne kunne indpasses på den samlede kronologiske varvoversigt og herigennem ville det ved at sammenpasse de øverste lag et sted med de nederste lag et andet sammenstykke den samlede varvserie.
I sommeren 1905 blev tyve geologiske studenter, ti fra Uppsala og ti fra Stockholm fordelt langs en 200 km lang linje med 10 km indbyrdes mellemrum og sat til for hvert sted med en indbyrdes afstand på 1 km at finde egnede steder for geologiske tværsnit (fx grusgrave og jernbanegennemskæringer), med en murske foretage et udsnit af lagserien og kopiere de årlige varvs tykkelse på et stykke papir med en blyant. Arbejdet fortsatte de følgende fire dage, og resten af året blev anvendt til at sammenligne og udfylde huller. Næste år fortsattes arbejdet, hvorved en strækning på 800 km blev kortlagt op til et punkt i Jämtland, hvor man vidste, at indlandsisen havde delt sig i to grene, en sydlig der rakte ind over grænsen til Norge og en nordlig, der strakte sig langs Skandinaviens "rygrad".
De lavest liggende varv var dem, der var blevet afsat først efter, at isen havde trukket sig tilbage. Afstanden fra det lavest liggende varv til det næstlavest liggende viste hvor langt, indlandsisen var afsmeltet det første år og således fremdeles varv for varv eller år for år. På grundlag heraf var det muligt at bestemme isens afsmeltningshastighed og variation i denne. Syd for Stockholm havde afsmeltningen været 50 m om rådet, omkring Stockholm 100 m og længere nordpå 300 m om året. For at fuldende serien havde De Geer foretaget en undersøgelse af de årlige dyndaflejringer på bunden af den tidligere Ragunda sø, der var blevet tørlagt i 1796. Et snit på 30 m havde givet omkring 7000 varv, hvoraf varvene de sidste 6 meter kunne sammenpasses med varvene fra terrænundersøgelserne. Derved var en samlet kalender på 12.000 år blevet færdiggjort. Senere undersøgelser godtgjorde behovet for mindre rettelser, men da han døde i 1943, var tidsserien blevet nøjagtig.

## Forfatterskab
- Några ord om bergarterna på Åland och flyttblocken derifrån (1881)
- Om lagerföljden inom nordöstra Skånes kritformation (1881)
- Om den skandinaviska landisens andra utbredning (1884)
- Om kaolin och andra vittringsrester inom Kristianstadsområdets kritsystem (1885)
- Om ett konglomerat inom urberget vid Vestanå i Skåne (1886)
- Om vindnötta stenar (1886)
- Om Barnakällegrottan, en ny kritlokal i Skåne (1887)
- Om isdelarens läge under Skandinaviens begge nedisningar (1888)
- Om Skandinaviens nivåförändringar under kvartärperioden (I, 1888; II, 1890)
- Quaternary Changes of Level in Scandinavia (1891)
- On Pleistocene Changes of Level in Eastern North America (1892)
- Beskrifning till geologisk jordartskarta över Hallands län (1893)
- Om strandliniens förskjutning vid våra insjöar (1893)
- Om kvartära nivåförändringar vid Finska viken (1894)
- Om Skandinaviens geografiska utveckling efter istiden (1896)
- Om rullstensåsarnas bildningssätt (1897)
- Stockholmstraktens geologi (1897)
- Om den senkvartära landhöjningen kring Bottniska viken (1898)
- Om algonkisk bergveckning inom Fennoskandias randzon (1899)
- Om det svenskryska gradmätningsnätets framförande över södra och mellersta Spetsbergen (1900)
- Om östra Spetsbergens glaciation under istiden (1900)
- Rapport om den svenska gradmätningsexpeditionen till Spetsbergen sommaren 1901 (1902)
- Bidrag till istidens kronologi och klimatlära (1905)